# Inés Rivadeneira
Inés Rivadeneira López  (Lugo, 2 de noviembre de 1928 - Madrid, 3 de agosto de 2020) fue una mezzosoprano y profesora de canto española.

## Trayectoria
Nació en Lugo, pero cuando ella tenía dos años la familia se trasladó a Valladolid, donde Inés vivió hasta los dieciocho años y donde se aficionó a cantar, formando parte del coro de las Dominicas de San Pablo de la ciudad. Recibió las primeras lecciones de música del director de ese coro. En 1946 fue a vivir a Madrid, con una ayuda económica de la Diputación de Valladolid, entrando a estudiar en el Conservatorio de Música de Madrid, con las profesoras Ángeles Ottein y Lola Rodríguez de Aragón. Ganó los premios "Fin de carrera" y el premio extraordinario " Lucrecia Arana ", en 1951. El director del conservatorio, el músico Jesús Guridi, la animó a que solicitara una beca de la Fundación Juan March, con la que pudo ir a Viena para ampliar estudios. En esa ciudad estudió con Erik Werba en la Academia de Música y Artes Interpretativas.
Su debut se produjo en Madrid en 1947, al participar en la representación de Rigoletto de Verdi en el Teatro Real de Madrid. En 1951 cantó en París, en el Théâtre des Champs-Élysées, con motivo del estreno de la ópera Don Perlimplín, basada en una obra de Federico García Lorca con música de Vittorio Rietti . A sus 25 años recibió el Premio Nacional de la Lírica.
El 30 de diciembre de 1952 estrenó en el Gran Teatro del Liceo de Barcelona la ópera Soledad del violinista y compositor barcelonés Joan Manén. En esa función, Inés interpretó el papel de Dolores bajo la dirección del compositor. A este teatro cantó en 1966 el papel principal de Carmen, de Bizet. Esta obra llegó a interpretarla más de cien veces a lo largo de su carrera. En 1956 debutó en el Teatro Campoamor de Oviedo en el papel de Maddalena de la ópera Rigoletto de Verdi.
El 24 de octubre de 1956 participó en la reapertura del Teatro de La Zarzuela de Madrid, tras la reforma de la Sociedad General de Autores. La obra escogida fue la zarzuela Doña Francisquita de Amadeu Vives, formando parte del elenco los cantantes Ana María Olaria, Lina Huarte, Ana María Iriarte, Alfredo Kraus, Carlos Munguía, Gerardo Monreal, Selica Pérez Carpio y Aníbal Vela. En ese mismo teatro estrenó en 1964 El hijo fingido de Joaquín Rodrigo.

## Repertorio
Su repertorio de óperas incluyó:
- Carmen de Bizet.
- Rigoletto de Verdi.
- La fuerza del destino de Verdi.
- Un baile en maschera de Verdi.
- Orfeo y Eurídice de Glück.
- La favorita de Donizetti.
- Fausto de Gounod.
- Amaya de Jesús Guridi.
- El amigo Fritz de Mascagni.
- Andrea Chénier de Giordano.
- Caballería rusticana de Mascagni.
- Don Perimplín de Rieti (estreno).
- Gianni Schicchi de Puccini.
- Goyescas de Enrique Granados.
- El incoronazione di Poppea de Monteverdi.
- Jovanchina de Mússorgski.
- La llama de Guridi.
- Señora Butterfly de Puccini.
- Mayo de Eduard Toldrà.
- La boda de Fígaro de Mozart.
- Soledad de Joan Manén (estreno).
- La breve vida de Falla.

Aparte de los escenarios de ópera y zarzuela, participó en obras de concierto, como el Réquiem de Verdi, el Mesías de Haendel, La Pasión según San Mateo y el Magnificado de Bach, los Stabat Mater de Pergolesi y Rossini, la Petite Messe solennelle de Rossini, el Gloria de Vivaldi, la Novena Sinfonía de Beethoven, el Te Deum de Marc-Antoine Charpentier, la Misa de la Coronación y el Réquiem de Mozart.
Se retiró de los escenarios en el Royal Albert Hall de Londres en 1973, interpretando La vida breve de Manuel de Falla, cantando junto a la soprano Victoria de los Ángeles . Luego se dedicó a la enseñanza de canto, en la Escuela Superior de Canto fundada por su profesora Lola Rodríguez de Aragón. Se jubiló en 1994.